# Atlantisch Canada
Atlantisch Canada (Engels: Atlantic Canada), ook de Atlantische Provincies (Engels: Atlantic Provinces, Frans: Provinces de l'Atlantique) genoemd, is een regio van Canada die bestaat uit de oostelijke provincies die grenzen aan de Atlantische Oceaan exclusief Québec. Het betreft de drie Maritieme Provincies – New Brunswick, Nova Scotia en Prince Edward Island – en de oostelijker gelegen provincie Newfoundland en Labrador. Het gebied beslaat zo'n 540.000 km² en telde in 2016 ruim 2,3 miljoen inwoners.

## Naamgeving
De eerste premier van Newfoundland, Joey Smallwood, bedacht de term Atlantic Canada toen Newfoundland in 1949 bij Canada kwam. Hij vond dat het voor Newfoundland pretentieus zou zijn geweest om aan te nemen dat het zichzelf zomaar zou kunnen opnemen in de bestaande term Maritime Provinces, die men gebruikt om de culturele overeenkomsten tussen New Brunswick, Prince Edward Island en Nova Scotia te beschrijven.

## Geografie

### Provincies
De vier provincies van Atlantisch Canada zijn tegelijkertijd de vier kleinste deelgebieden van Canada. Newfoundland en Labrador is driemaal groter dan de drie andere Atlantische Provincies tezamen. De regio Labrador (294.330 km²), het noordelijke gedeelte van die provincie, neemt in zijn eentje zelfs meer dan de helft van het grondgebied van Atlantisch Canada in. Op het vlak van bevolkingsomvang is Nova Scotia de grootste provincie, al is het verschil met New Brunswick relatief beperkt.
| Provincie                | Oppervlakte         | Bevolking (2016) | Dichtheid      |
| ------------------------ | ------------------- | ---------------- | -------------- |
| Nova Scotia              | 55.284 km² (10,3%)  | 923.598 (39,6%)  | 17,45 inw./km² |
| New Brunswick            | 72.907 km² (13,5%)  | 747.101 (32,0%)  | 10,46 inw./km² |
| Newfoundland en Labrador | 405.720 km² (75,2%) | 519.716 (22,3%)  | 1,39 inw./km²  |
| Prince Edward Island     | 5.660 km² (1,0%)    | 142.907 (6,1%)   | 25,25 inw./km² |

### Grootste stedelijke gebieden
Halifax is bij verre de grootste stedelijke agglomeratie van de regio, St. John's is afgetekend tweede. De Metropoolregio Halifax en de Metropoolregio St. John's tellen tezamen 609.345 inwoners (2016), oftewel meer dan een kwart van het bevolkingsaantal van het enorme Oost-Canadese gebied. 
| Stad        | Provincie                | Metropoolregio | Bevolkingskern                    |
| ----------- | ------------------------ | -------------- | --------------------------------- |
| Halifax     | Nova Scotia              | 403.390 inw.   | 316.701 inw.                      |
| St. John's  | Newfoundland en Labrador | 205.955 inw.   | 178.427 inw.                      |
| Moncton     | New Brunswick            | 144.810 inw.   | 108.620 inw.                      |
| Saint John  | New Brunswick            | 126.202 inw.   | 58.341 inw. – Saint John          |
| Saint John  | New Brunswick            | 126.202 inw.   | 24.445 inw. – Quispamsis-Rothesay |
| Fredericton | New Brunswick            | 101.760 inw.   | 59.405 inw.                       |